# لس مینریالز، تگزاس
لس مینریالز (به انگلیسی: Los Minerales) یک منطقهٔ مسکونی در ایالات متحده آمریکا است که در تگزاس واقع شده‌است. لس مینریالز ۲۰ نفر جمعیت دارد.